# Георгиос Вулциадис
Георгиос Вулциадис (на гръцки: Γεώργιος Βουλτσιάδης) е гръцки писател и журналист.

## Биография
Роден е в 1925 година в македонската драмска паланка Просечен (Просоцани), Гърция. Учи в гимназията в Драма. По време на окупацията на Драмско от България през 1941 година бяга в Солун. В Солун се дипломира от V гимназия. Прекъсва следването си в университета поради хронична болест. Занимава се с бизнес и става един от най-успешните предприемачи в града, като същевременно се изявява като писател и художник. През 1992 г. на възраст от 68 той се пенсионира и се отдава на писателството и рисуването. Член е на Обществото за македонски изследвания.
Умира в Солун през 2012 година.